# قصر الحاج

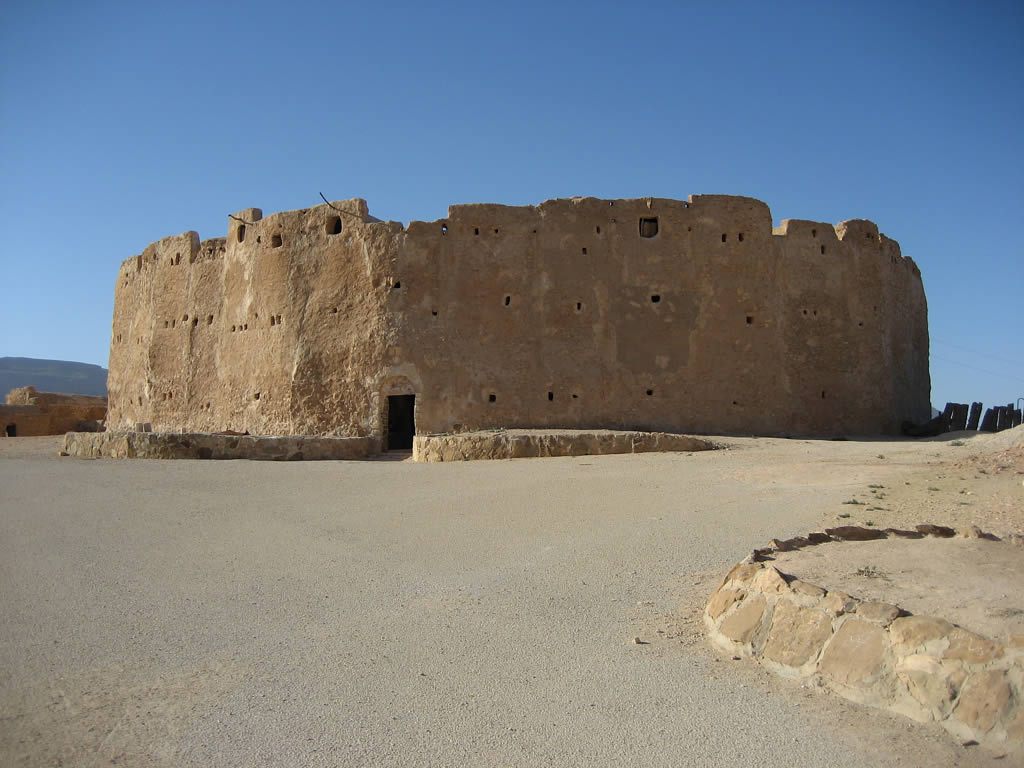
قصر الحاج صومعة غلال محصنة

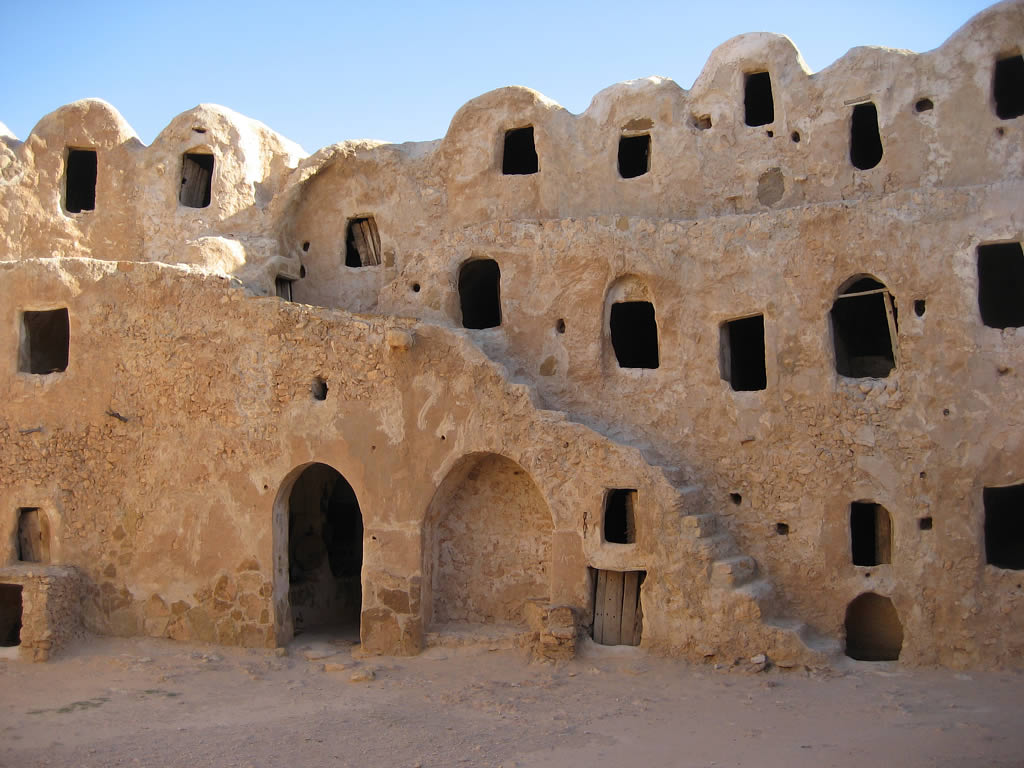
المنظر من الداخل

قصر الحاج مخزن حبوب أو صومعة غلال أثرية، دائرية الشكل، محصنة، تقع في ليبيا وتبعد عن طرابلس نحو 130 كم على طريق العزيزية والجوف، بناها في القرن السابع الهجري (القرن الثالث عشر الميلادي) عبد الله أبو جطلة. بنيت لتخدم عائلات المنطقة وفي المقابل كانوا يدفعون ربع محاصيلهم وقيل أن صاحب الصومعة أوقفها والعائد منها لتعليم القرآن والعلوم الإسلامية لأهالي المنطقة. ضم المبنى في الأصل 114 غرفة، كما قيل أنّ ذلك العدد يرمز إلى عدد سور القرآن وهو الرأي المرجح لدى أهالي قرى المنطقة اليوم. وأصبح عددها اليوم 119 غرفة بعد أن قُسمت 10 غرف بسبب خلافات حول الميراث، كما أضيف 29 سردابًا

## روابط خارجية
- صور